# Apostolisk vikarie
Apostolisk vikarie är en romersk-katolsk titel som betecknar påvens ställföreträdare i ett landområde där Romersk-katolska kyrkan ännu inte upprättat något stift, vanligtvis ett missionsområde. Med tiden uppnår det apostoliska vikariatet rang av stift med en egen stiftsbiskop. I Sverige under efterreformatorisk tid skedde detta 1953, då det apostoliska vikariatet för Sverige (upprättat under 1780-talet) genom dekret av påven Pius XII blev Stockholms katolska stift.
En apostolisk vikarie är vanligtvis biskopsvigd och liknar en stiftsbiskop såväl i kraft av sin vigning som genom de fullmakter han får av Rom. Området han verkar i, det apostoliska vikariatet, liknar även det ett stift, men med mindre självständighet från påven och den romerska kurian. Formellt sett är det påven som är stiftsbiskop i det apostoliska vikariatet: den apostoliska vikarien styr således som påvens ställföreträdare. En stiftsbiskop styr däremot i kraft av sin utnämning till ett visst biskopssäte och behöver för sin ordinarie ämbetsutövning inga särskilda fullmakter från Rom.
I begreppet apostolisk vikarie syftar apostolisk på den (romerska) Apostoliska stolen, det vill säga påvestolen, vilken enligt katolsk lära går tillbaka på aposteln Petrus och åtnjuter överhöghet över samtliga andra apostoliska biskopssäten (Antiokia, Alexandria, Jerusalem).